# Guayubín
Guayubín é um município da República Dominicana pertencente à província de Monte Cristi. É o segundo maior município da província.
Sua população estimada em 2012 era de 32 586 habitantes.